# Serica interrupta
Serica interrupta är en skalbaggsart som beskrevs av Walker 1859. Serica interrupta ingår i släktet Serica och familjen Melolonthidae. Inga underarter finns listade i Catalogue of Life.